# 贝纳卢阿
贝纳卢阿，是西班牙安达卢西亚自治区格拉纳达省的一个市镇。总面积7平方公里，总人口3196人（2001年），人口密度457人/平方公里。